# Fabrika Duhana Sarajevo
Fabrika Duhana Sarajevo (abgekürzt: FDS) war ein bosnischer Tabakkonzern aus Sarajevo. Sie ist vor allem für ihre Kultmarke Drina oder früher Sarajevska Drina bekannt.

## Geschichte
FDS war einer der ersten Tabakfabriken in Bosnien und Herzegowina. Sie wurde 2 Jahre nach der Annexion Bosnien und Herzegowinas seitens Österreich-Ungarns gegründet. Bis zur Nachkriegszeit wurden in einer kleinen Fabrik im Vorort Marijin Dvor Zigaretten und Pfeifentabak durch Handarbeit hergestellt. 1960 begann man mit einer Modernisierung des Unternehmens und errichtete ein Fabrikgelände in Pofalići. Bis zum Bosnienkrieg erzielte das Unternehmen kommerzielle Erfolge. Nach dem Bosnienkrieg beschloss FDS eine Partnerschaft mit dem britischen Unternehmen British American Tobacco. Nachdem das Unternehmen mehrere Jahre in Folge kommerzielle Verluste erlitt, Mitarbeiter entließ und Zigarettenmarken einstellte, kaufte das österreichische Unternehmen CID Adriatic Investments GmbH die Anteile des Unternehmens auf. Stand 27. Mai 2022 hat die Fabrik geschlossen und ob eine Produktion wieder gestartet wird, ist unbekannt.

## Angebotene Produkte
Neben einigen Kiosken bot FDS einige Zigarettenmarken im In- und Ausland an.
- Aura extra
- Aura lights
- Aura super lights
- CODE red
- CODE blue
- CODE sky
- Bond
- Bosna
- Bosnae
- Damen
- Drava
- Drina
- Drina denifine
- Drina jedina bijela
- Drina jedina zlatna
- Drina lights
- Drina super lights
- Flor
- Foča
- Guslar
- Hercegovina
- Ibar
- Internacional
- Lara
- Marlboro
- Marshall
- Morava
- Morava crvena
- Mostar
- Multi Nova
- Neretva
- Osmica
- Sarajevo
- Sarajka
- Sedef
- Skend
- Specijal
- Start
- Štefanija
- Sutjeska
- Tigra medium
- Vrbas
- Wind
- Zeta[3]